# Bewerbungen für die Olympischen Winterspiele 2030
Dieser Artikel befasst sich mit den Bewerbungen für die Ausrichtung der Olympischen Winterspiele 2030.

## Abstimmung
Abstimmung am 24. Juli 2024 auf der 142. IOC-Session in Paris.
| Austragungsort     | Ja | Nein | Enthaltungen |
| ------------------ | -- | ---- | ------------ |
| Französische Alpen | 84 | 4    | 7            |

## Bewerbungsprozess
Ein neuer Bewerbungsprozess wurde bei der 134. IOC-Versammlung am 24. Juni 2019 in Lausanne beschlossen. Die Kernpunkte sind:
- Dauerhaftes Interesse an der Ausrichtung olympischer Veranstaltungen bei Städten/Regionen/Ländern und den Nationalen Olympischen Komitees (NOK) zu wecken
- Die Schaffung zweier so genannter Future Host Commissions, je eine für Sommer- und Winterspiele zur Überwachung des Interesses an der Austragung Olympischer Spiele

### Future Host Winter Commission
Die Future Host Winter Commission setzt sich aus den folgenden Mitgliedern zusammen:
| IOC-Mitglieder (4)                                                                          | Externe Vertreter (4)                                                                                    |
| ------------------------------------------------------------------------------------------- | --- |
| - Karl Stoss (Vorsitzender) - Danka Barteková - Astrid Uhrenholdt Jacobsen - Samira Asghari | - Zhang Hong (Athletenvertreterin) - Colin Grahamslaw (AIOWF) - Neven Ilic (NOCs) - Rita van Driel (IPC) |

Gian Franco Kasper, der ursprünglich die AIOWF vertrat, verstarb am 9. Juli 2021, seine Position wurde von Einars Fogelis übernommen. Am 12. März 2023 wurde bekannt, dass Gunilla Lindberg ihre Funktion in der Future Host Winter Commission ruhend gestellt hat, um einen Interessenskonflikt mit der möglichen Bewerbung Schwedens zu vermeiden. Aus denselben Gründen stellte auch Fogelis seine Funktion ruhend, da im Raum steht, dass Lettland sich an der Austragung beteiligen könnte. Fogelis wurde durch den Briten Colin Grahamslaw ersetzt und Lindberg durch die Slowakin Danka Barteková. Wegen der geplanten Bewerbung von Rhône-Alpes – Côte d’Azur trat der Rumäne Octavian Morariu von seiner Rolle als Vorsitzender der Host Commission zurück. Er wurde durch Karl Stoss ersetzt. Somit wurde ein neuer Platz in der Host Commission frei, welcher von der Norwegerin Astrid Uhrenholdt Jacobsen übernommen wurde.

### Dialogphase
Nach den Statuten der Future Host Commission ist der neue Bewerbungsprozess in zwei verschiedene Dialogphasen unterteilt:
- Kontinuierlicher Dialog: Ein unverbindlicher Dialog zwischen dem IOC und Städten/Regionen/Ländern/NOKs die an einer Ausrichtung zukünftiger olympischer Veranstaltungen interessiert sind
- Zielgerichteter Dialog: Ein zielgerichteter Dialog mit einer oder mehreren interessierten Parteien (benannt als preferred host/s) nach Empfehlung der Future Host Commission als Ergebnis des kontinuierlichen Dialogs.

Im Dezember 2018 gab Thomas Bach, der Präsident des Internationalen Olympischen Komitees, bekannt, dass Japan mit Sapporo, die USA, Argentinien, Spanien und Georgien Interesse an einer Austragung bekundeten und der Austragungsort 2023 auf der 141. IOC-Sitzung in Mumbai bekanntgegeben werden soll. Jedoch gab das IOC am 6. Dezember 2022 bekannt, dass die Vergabe der Spiele verschoben werde. Christophe Dubi, Olympiadirektor des IOC, gab am 29. März 2023 bekannt, dass man derzeit mit mehr als 6 Städten bzw. Regionen für die Austragung der Spiele 2030 bzw. nachfolgender Spiele in Gesprächen sei. Geplant ist es, die Spiele auf der 142. IOC-Sitzung im Juli 2024 in Paris zu vergeben. Am 9. Oktober 2023 wurden Berichte bekannt, wonach das IOC über eine Doppelvergabe der Winterspiele 2030/2034 diskutiere. Am 15. Oktober 2023 wurde beschlossen, dass die Doppelvergabe auf der 142. IOC-Sitzung in Paris erfolgen soll. Am 24. Juli 2024 erfolgte schließlich die offizielle Bekanntgabe durch das IOC.

## Bewerbungen im zielgerichteten Dialog

### Nizza – Rhône-Alpes
Im Juli 2023 wurde bekannt, dass die Regionen Rhône-Alpes und Côte d’Azur den Wunsch geäußert haben, die Olympischen Winterspiele 2030 austragen zu wollen. Somit würden die Spiele sowohl in den südlichen als auch den nördlichen Alpen Frankreichs ausgetragen werden. Hierbei wollen sie von dem Momentum der Olympischen Sommerspiele 2024 in Paris profitieren. Des Weiteren gibt es bereits mehrere anerkannte Wintersportstätten in Frankreich. Es gab noch keine offizielle Bewerbung und die Unterstützung durch die Regierung ist ebenfalls noch nicht sicher. Außerdem müsste die Vergabe der Spiele verschoben werden, da die Olympische Charta besagt, dass die Spiele nicht in einem Bewerberland vergeben werden dürfen. IOC-Präsident Bach äußerte sich positiv über eine mögliche französische Bewerbung. Am 15. September 2023 wurde bekannt, dass gegen den Generalsekretär des Organisationskomitee der Olympischen Sommerspiele 2024 ermittelt werde. Es stehe der Verdacht der Vorteilsnahme im Raum. Am 9. Oktober 2023 sprachen sich 124 politische Vertreter der Region Provence-Alpes-Côte d’Azur öffentlich für eine Bewerbung aus. Am 29. November 2023 wurde bekannt, dass das IOC die Bewerbung Rhône-Alpes – Côte d’Azur als bevorzugte Bewerbung ausgewählt hat. Am 16. April 2024 wurde bekannt, dass Nizza als Hauptort der Spiele fungieren soll. Die Bewerbe im Eisschnelllauf sollen dabei entweder in Italien oder den Niederlanden stattfinden. Am 12. Juni 2024 empfahl die Führung des IOCs der Generalversammlung den Zuschlag für die Spiele zu erteilen.

## Offizielle Bewerbungen
Die ersten drei potenziellen Bewerberstädte bzw. -regionen wurden während der 135. IOC-Versammlung vorgestellt. Sapporo wurde hierbei als der Kandidat genannt, dessen Bewerbung bereits am fortgeschrittensten sei, während Salt Lake City sowie die gemeinsame Bewerbung von Barcelona und der Region Pyrenäen noch Machbarkeitsstudien durchführen würden. Vancouver reichte eine vorläufige Bewerbung im Februar 2021 ein.

### Salt Lake City – Utah
Salt Lake City war bereits Austragungsort der Olympischen Winterspiele 2002, sämtliche Austragungsorte wären noch vorhanden. Allerdings wurde im Februar 2020 bekannt gegeben, dass die Bewerbung eventuell auf 2034 verschoben werde. Dies stehe aber noch zur Debatte, so das Bewerbungskomitee. Am 17. März 2023 gab der Präsident des United States Olympic & Paralympic Committee (USOPC), Gene Sykes, in einem Interview bekannt, dass das IOC Salt Lake City um die Austragung der Spiele 2034 gebeten hätte. Seitens des IOC gab es hierzu keine Äußerungen.

### Stockholm – Åre
Am 8. Februar 2023 gab das Schwedische Olympische Komitee (SOK) eine Machbarkeitsstudie bezüglich einer Ausrichtung der Olympischen Winterspiele 2030 in Auftrag. Schweden trug bereits 1912 die Olympischen Sommerspiele aus und bewarb sich bisher acht Mal erfolglos um die Austragung Olympischer Winterspiele, zuletzt für die Spiele 2026. Am 10. März 2023 wurde bekannt, dass das Lettische Olympische Komitee in Betracht ziehe, sich an der Austragung der Spiele zu beteiligen. Des Weiteren ergab eine Umfrage, dass sieben von zehn Schweden glauben, dass man sich für die Olympischen Spiele bewerben sollte, wenn die Machbarkeitsstudie ergeben sollte, dass man sie nachhaltig, demokratisch und kosteneffizient organisieren kann.
Am 15. Juni 2023 wurde die Machbarkeitsstudie veröffentlicht. Kernpunkte dieser Studie sind, dass die Spiele in Schweden sehr nachhaltig wären, da keine neuen Anlagen benötigt werden, weil es schon viele Wintersport-Anlagen in Schweden gibt, die auch im Weltcup verwendet werden. So würden die Sportarten auf Eis in Stockholm, die Nordischen Sportarten in Falun und ein Großteil der anderen Sportarten in Åre und Östersund ausgetragen werden. Bei den Paralympics sollen die Nordischen Sportarten ebenfalls in Östersund ausgetragen werden. Da es noch keine geeignete Arena für den Eisschnelllauf gibt, wird überlegt, diese Wettbewerbe in Norwegen oder den Niederlanden auszutragen. Außerdem sollen alle Sportarten im Eiskanal (Bob, Skeleton und Rodeln) in Sigulda ausgetragen werden. Basierend auf den Ergebnissen der Machbarkeitsstudie beschloss das SOK in die nächste Phase mit dem IOC überzugehen. Dieser Schritt wurde vom IOC akzeptiert. Am 13. November 2023 gab die Regierung Schwedens bekannt, dass sie eine Bewerbung für die Olympischen Winterspiele unterstützt. Eine Woche später am 21. November 2023 stimmte auch die Stadt Stockholm einer Bewerbung zu.

### Schweiz
Im April 2023 wurde bekannt, dass das IOC Gespräche mit Swiss Olympic über eine Austragung der Olympischen Winterspiele 2030 geführt habe. Sollte es zu einer Bewerbung kommen, würden die Austragungsorte über die gesamte Schweiz verteilt werden. Bei einer im Oktober 2023 veröffentlichten Befragung sprachen sich 55 % für eine Bewerbung der Schweiz aus. Dies ist insofern bemerkenswert, als die letzten Bewerbungen der Schweiz jeweils am Widerstand der Bevölkerung scheiterten. Am 18. Oktober gab Swiss Olympic bekannt, dass man sich offiziell um die Spiele bewerben wolle. Das Sportparlament von Swiss Olympic hat sich am 24. November 2023 einstimmig für die Weiterführung des Projekts entschieden.

## Geplante/Inoffizielle Bewerbungen

### Bayern – Thüringen – Sachsen
Im November 2019 starteten einige Betriebe und Privatpersonen aus Thüringen eine Initiative, dass sich Deutschland und speziell Thüringen, Sachsen und Bayern um die Austragung der Spiele bewerben sollen. Am 8. Dezember 2021 äußerte der neu gewählte Präsident des DOSB, Thomas Weikert, erstmals Interesse an einer möglichen Bewerbung Deutschlands für die Spiele 2030 bzw. die Sommerspiele 2036.

### Bordschomi
Im April 2018 gab der georgische Ministerpräsident Giorgi Kwirikaschwili bekannt, dass sich sein Land um die Austragung der Olympischen Winterspiele 2030 bemühe. Ende des Monats fand dafür ein Treffen mit Vertretern des Internationalen Olympischen Komitees statt. Es wurde vereinbart, dass das IOC eine Expertengruppe nach Georgien entsenden wird, um die Situation vor Ort zu beurteilen.

### Buenos Aires – Ushuaia
Im November 2018 äußerte der Präsident des argentinischen NOK, dass eine Bewerbung für die Winterspiele 2030 geprüft werde. In Buenos Aires würden die Eissportarten, in der 3000 km entfernten Provinzstadt Ushuaia die restlichen Disziplinen ausgetragen. Es wären die ersten Olympischen Winterspiele auf der Südhalbkugel.

### Lillehammer
Gerhard Heiberg, der Organisator der Olympischen Winterspiele 1994, gab am 30. März 2018 bekannt, dass Lillehammer seine Bewerbung für die Spiele 2026 zurückziehen werde, da nicht genügend Zeit für eine ausreichende Planung bestanden habe. Man fasse aber eine Bewerbung für die nachfolgenden Spiele 2030 ins Auge.

### Lwiw – Polen – Sigulda
Im November 2019 gab der Bürgermeister der Stadt Lwiw bekannt, die Stadt würde sich für die Olympischen Winterspiele 2030 und die Olympischen Jugendwinterspiele 2028 bewerben. Die nordischen und Eisdisziplinen würden hierbei in Polen ausgetragen, die Bob- und Rodelbewerbe in Sigulda in Lettland. Trotz der anhaltend angespannten Situation in der Ukraine würde weiter an der Bewerbung festgehalten, so der ukrainische Sportminister Wadym Hutzajt im Februar 2022 kurz vor dem Russischen Überfall auf die Ukraine.

### München
Am 5. Juli 2022 forderte die AfD-Bundestagsfraktion in einem Antrag eine Bewerbung Deutschlands für die Winterspiele 2030 mit der Bewerberstadt München.

### Québec
Im April 2021 starten mehrere Unternehmer aus Québec eine Kampagne für eine Kandidatur der Stadt für die Spiele 2030.

### Savoyen
Im Oktober 2021 fanden laut Informationen der französischen Zeitung Le Dauphiné libéré Gespräche in Moûtiers über eine mögliche Bewerbung Savoyens, welches Teil der Region Auvergne-Rhône-Alpes ist, statt. Teilnehmer waren die Bürgermeister jener Ortschaften, in denen die Olympischen Winterspiele 1992 ausgetragen wurden. Nachdem die gemeinsame Bewerbung Albertvilles mit dem spanischen Barcelona sowie Andorra zurückgezogen wurde, erscheint ein möglicher Alleingang Frankreichs nicht unmöglich.

## Zurückgezogene/Nicht weiter verfolgte Bewerbungen

### Barcelona – Pyrenäen – Albertville
Barcelona richtete bereits die Olympischen Sommerspiele 1992 aus. Albertville, welches im selben Jahr die Olympischen Winterspiele ausrichtete, wäre der Austragungsort für die nordischen Wettkämpfe sowie die Disziplinen, die einen Eiskanal benötigen. In Andorra befindet sich mit Soldeu ein im Alpinen Skiweltcup bereits bekannter Austragungsort für die alpinen Disziplinen. La Molina war bereits Austragungsort der Snowboard-Weltmeisterschaften 2011 und würde diese Disziplinen erneut austragen, sowie die Bewerbe im Ski Freestyle. Spanien würde acht Disziplinen, Frankreich sieben und Andorra eine austragen. Am 26. Januar 2022 wurde bekannt gegeben, dass im Sommer in Barcelona ein Referendum über eine offizielle Bewerbung stattfinden soll. Am 27. Mai 2022 wurde bekanntgegeben, dass das Referendum verschoben wurde. Als Grund werden Unstimmigkeiten zwischen den spanischen Regionen Aragonien und Katalonien genannt. Am 22. Juni 2022 wurde bekanntgegeben, dass die Kandidatur aufgrund dieser Differenzen zurückgezogen werde.

### Sapporo
In Sapporo fanden bereits 1972 Olympische Winterspiele statt. 92 Prozent der benötigten Anlagen für die Austragung würden bereits existieren und könnten auch verwendet werden. Im November 2021 gab der Bürgermeister der Stadt, Katsuhiro Akimoto, bekannt, dass sich das veranschlagte Budget zwischen 2,55 und 2,65 Milliarden US-Dollar bewegen würde. Das sei ein Rückgang um fast 20 % gegenüber den Schätzungen aus dem Jahr 2019. Auch sei eine Bürgerbefragung im Bezug auf eine eventuelle Bewerbung positiv ausgefallen.
Im Dezember 2022 verkündete Akimoto, dass zunächst das Unbehagen der Öffentlichkeit zerstreut werden müsse und die Stadt nicht ohne Rücksicht auf das aktuelle Erscheinungsbild vorpreschen werde. In einer Umfrage von Januar gaben zwei Drittel der Befragten an gegen eine Austragung der Spiele in Sapporo zu sein. Am 10. April 2023 wurde bekannt, dass eine Verschiebung der Bewerbung auf 2034 im Raum stehe, so Yasuhiro Yamashita, Präsident des Japanischen Olympischen Komitees. Am 6. Oktober gab man schließlich offiziell bekannt, die Bewerbung fallen gelassen zu haben.

### Vancouver
2010 fanden schon einmal Olympische Winterspiele in Vancouver statt. Auch hier wären bereits sämtliche Anlagen für eine eventuelle Austragung vorhanden. Am 27. Oktober 2022 gab jedoch die Regierung der Provinz British Columbia bekannt, dass man eine Bewerbung nicht unterstützen werde. Vertreter des kanadischen Olympischen Komitees, des kanadischen paralympischen Komitees sowie Vertreter der First Nations kritisierten diese Entscheidung. Ein Erfolg der Bewerbung ist dadurch eher unwahrscheinlich geworden. Am 1. April 2023 gab das IOC jedoch bekannt, dass die Bewerbung Vancouvers trotz dieser Entscheidung sich noch im Rennen befinde. Die Bewerbung Vancouvers wurde wenig später aufgrund von mangelnder Unterstützung durch die Regierung für beendet erklärt.

### Wallis – Chamonix – Aostatal
Am 4. Januar 2023 berichtet die Schweizer Zeitung Le Temps, dass eine gemeinsame Bewerbung des Schweizer Kantons Wallis, der französischen Stadt Chamonix und der umliegenden Region, sowie des italienischen Aostatals geplant sei. Am 5. Januar gab jedoch Éric Fournier, Bürgermeister der Stadt Chamonix, bekannt, dass man an keiner Austragung der Spiele interessiert sei. Chamonix richtete die ersten Olympischen Winterspiele 1924 aus.